# Katharina Fleischer-Edel
Katharina Wilhelmina Fleischer-Edel (född Edel) född 1873, död 1928, var en tysk operasångare.
Fleischer-Edel var elev till August Iffert. Hon var 1894-97 knuten till hovoperan i Dresden som "ung dramatisk sångerska". Fleischer-Edel verkade därefter vid operan i Hamburg. Hon gästspelade bland annat i Bayreuth, Paris, Saint Louis och Stockholm (1904).